# Roman (película de 2006)
Roman es una película estadounidense estrenada el 26 de septiembre de 2006, dirigida por Angela Bettis y protagonizada por Lucky McKee en el papel de Roman. Supuso el debut como directora de Angela Bettis, que hasta entonces sólo se dedicaba a la interpretación y ya había trabajado en varias películas, videos y cortometrajes con el actor y director Lucky McKee, quien le dio a conocer las mieles del éxito con su película May. 

## Argumento
Roman es un chico extraño y solitario, alejado de cualquier contacto social, cuya vida consiste en repetir la misma simple rutina cada día (beber la misma cerveza, comer lo mismo…). La única alegría de su vida es espiar por la ventana a su vecina, fuente de sus obsesiones, cada día cuando esta va a recoger el correo. Todo esto cambia el día en que, por simple azar, entabla conversación con su hasta entonces desconocida vecina, con dramáticas consecuencias…

## Reparto
- Lucky McKee - Roman
- Kristen Bell – Isis
- Nectar Rose - Eva
- Ben Boyer - Russ
- Mike McKee - Leroy Lof
- Jesse Hlubik - Jesse
- Chris Sivertson - Lank Worker
- Ernie Banks -  Cyrus
- Adam Gierasch - Body
- Eddie Steeples - Detective
- Thomas Beaumont - El camarero
- Vanessa Menendez - Hedda Gabler
- Lotus Harmony - chica
- Angela Marie Bettis - voz